# Suolujärvi
Suolujärvi är en sjö i Kiruna kommun i Lappland och ingår i Torneälvens huvudavrinningsområde. Sjön har en area på 1,06 kvadratkilometer och ligger 747 meter över havet. Sjön avvattnas av vattendraget Suvijoki (Suvukursu).

## Delavrinningsområde
Suolujärvi ingår i det delavrinningsområde (763746-170915) som SMHI kallar för Utloppet av Suolujärvi. Medelhöjden är 764 meter över havet och ytan är 5,95 kvadratkilometer. Räknas de 6 avrinningsområdena uppströms in blir den ackumulerade arean 25,32 kvadratkilometer. Suvijoki (Suvukursu) som avvattnar avrinningsområdet har biflödesordning 3, vilket innebär att vattnet flödar genom totalt 3 vattendrag innan det når havet efter 533 kilometer. Avrinningsområdet består mestadels av kalfjäll (80 procent). Avrinningsområdet har 1,2 kvadratkilometer vattenytor vilket ger det en sjöprocent på 20,1 procent.